# Tunnel Stéphanie

Le tunnel Stéphanie est un tunnel routier bruxellois d’une longueur de 465 m reliant la place Poelaert et le tunnel Louise à l’avenue Louise, passant sous la place Louise et la station de métro Louise, une section de l’avenue Louise (le goulet) et la place Stéphanie. Il est achevé en 1957.
En 2015, le tunnel voit passer quotidiennement 24 000 véhicules en direction de la Cambre et 28 700 en direction du centre ou de la petite ceinture. 
En 2016, le tunnel se voit fermé avec celui de Pachéco et de Montgomery à la suite d'un état de délabrement causé par un manque d'entretien dudit tunnel. 